# Elodie Li Yuk Lo
Nioun Chin Elodie Li Yuk Lo, née le 29 septembre 1982 à Port-Louis, est une joueuse mauricienne de beach-volley.

## Biographie
Elodie Li Yuk Lo vit au Canada et est diplômée de l'université de Toronto. Elle enseigne la biologie et l'éducation physique dans une école secondaire de la ville.
Avec Natacha Rigobert, elle remporte la médaille d'or des Jeux africains de 2011 à Maputo.
La paire mauricienne rentre dans l'histoire du beach-volley national en étant le premier duo à participer aux Jeux olympiques, lors de l'édition 2012 à Londres.